# ウラル祖語
ウラル祖語（英:Proto-Uralic language）とはウラル語族諸言語の再構された祖語である。最も古い年代の試算では紀元前7000年頃にごく狭いエリアで話され、多数の言語に分化していったと考えられる。原郷は不明であるが、ウラル山脈、サヤン山脈、遼河地域などの説がある。
伝統的な系統樹モデルでは、ウラル祖語とサモエード祖語にまず分岐したようである。しかし、最近では、ウゴル諸語、サーミ諸語、バルト・フィン諸語、ペルム諸語、サモエード諸語などが櫛状に多分岐したモデルも考えられている。

## 音韻論
インド・ヨーロッパ祖語に似て、ウラル祖語の再構は伝統的にIPAではなくウラル語音声記号（UPA）で書かれる。

### 母音
ウラル祖語は母音調和と現代フィン語やエストニア語の体系によく似たかなり大きな母音の音素目録があった。
|      | 前舌   | 前舌  | 後舌   | 後舌  |
|      | 非円唇 | 円唇  | 非円唇 | 円唇  |
| ---- | ------ | ----- | ------ | ----- |
| 狭   | i /i/  | ü /y/ | ï /ɯ/  | u /u/ |
| 中央 | e /e/  |       |        | o /o/ |
| 広   | ä /æ/  |       | a /ɑ/  |       |

ときどき中央母音の *ë /ɤ/ が *ï の場所に再構され、円唇後舌広母音の*å /ɒ/ が *a の場所に再構される。
一音節にとどまる半母音（*äj など）や母音連続が存在できるが、単音素的な長母音や二重母音は存在しない。

### 非強勢母音
語頭音節の母音の存在は制限されており、ただ、非広母音と広母音の二路の対立のみが議論の余地なく再構可能である。実際のこの対立の実現は議論の対象となっており、ある見解はこれを母音調和ごとに [æ ɑ]・[i ɯ] の4つの異音で実現されていた二つの原音素母音 //a// と //i// であるとかんがえている。非広母音は、ほとんどの語派で弱化母音 [ə] として写映しており、ただ二つの語派のみが特別な形を見せる。
- フィン諸語は母音調和に依存して /e/ または /ɤ/ をみせ、語頭では /i/ になる。
- サーミ諸語では写映形の多様性を見せるが、これらの写映形はサーミ祖語の音素 *ë にさかのぼり、これはウラル祖語の *i と *ü の強勢母音中での写映形でもある。

母音弱化は普通の音韻変化である一方で、フィン諸語は具体的にはバルト諸語や早期ゲルマン諸語のような知られた弱化母音を持っていない言語群の傍層的（adstrate）影響があることで知られており、[ə] の音価は既にウラル祖語に可能性を残している。
これらの三つもしくは四つの語幹の形式はウラル祖語の中で確実に目立ったものであるが、他にもさらに珍しい形式が同様に存在している。これらは例えば「義理の妹/姉（“sister-in-law”）」のような親族名詞を含み、これらは *kalü としてフィン祖語とサモイェード祖語の両方で再構されている。Janhunen (1981) と Sammallahti (1988) はこれにかわりに *käliw のように、語末の両唇渡り音を再構している。
一般的なウラル祖語の非強勢母音の再構の困難さには多くのウラル諸語における強い弱化と消失が存している。特にウゴル諸語とペルム諸語においては、非強勢母音のほとんどの痕跡が基礎語の語根に残存していない。原初の二音節語根の構造は北西部のフィン諸語や西部のサモイェード諸語というさらに周辺的な集団によく保存されている。主要な非強勢母音のこれらでの対応を以下に示す。
| ウラル祖語 | サーミ祖語 | フィン祖語 | サモイェード祖語 | 備考             |
| ---------- | ---------- | ---------- | ---------------- | ---------------- |
| *-a        | *-ē [eː]   | *-a [ɑ]    | *-å [ɒ]          | [ 5 ]            |
| *-ä        | *-ē [eː]   | *-ä [æ]    | *-ä [æ]          | [ 6 ]            |
| *-ə        | *-ë [ɤ]    | *-e        | ∅                | 原初の狭母音の後 |
| *-ə        | *-ë [ɤ]    | *-e        | *-ə              | 原初の狭母音の後 |

モルドヴィン諸語とマリ語での発展はさらに複雑である。前者では、ウラル祖語の *-a と *-ä は通常は *-ə に弱化する。しかし *-a は語の最初の音節が *u を含んでいるときに一般に保存される。ウラル祖語の *-ə は他の一部の環境と同様に通常、開音節の後で消滅する。

#### 条件付き母音推移
いくつかの語根がさまざまな方法で非強勢母音の主要な状態から分岐するのが見られる。フィン諸語・サーミ諸語・サモイェード諸語は皆語幹の「典型的な（typical）」形態を出現させる。一方で、これらはそれほど適合しないかもしれない。これらの分類にある単語は同様に語頭の母音において矛盾をなす。たとえばフィン祖語の *a か *oo（ウラル祖語の *a か *ë を示唆する）に対してサーミ祖語の *ā （ウラル祖語の *ä を示唆する）や *oa（ウラル祖語の *o を示唆する）など。
このようないくつかの事例は単純に非強勢母音での条件付き母音推移の結果である。実は、たくさんの母音推移が特殊な語幹母音の結合と弱化母音への後続に依存してウラル語族の諸語派に再構されている。*a-ə > *o-a の推移はサーミ語にモルドヴィン諸語と同じく想定され、その例としては以下のようなものがある。
| サーミ祖語          | モルドヴィン祖語                                           | フィン祖語       | サモイェード祖語 | ハンガリー語                        | 他の写映形             | 意味                    |
| ------------------- | ---------------------------------------------------------- | ---------------- | ---------------- | ----------------------------------- | ---------------------- | ----------------------- |
| *čoarvē < *ćorwa    | エルジャ語 сюро /sʲuro/ モクシャ語 сюра /sʲura/ < *śorwa-  | *sarvi           | -                | szarv                               |                        | '角（horn）'            |
| *čoalē < *ćola      | エルジャ語 сюло /sʲulo/ モクシャ語 сюра /sʲula/ < *śola-   | *sooli < *sali   | -                | (szál '糸（thread）'の可能性がある) |                        | 'はらわた（intestine）' |
| *koalō- < *kola(w)- | エルジャ語 куло- /kulo-/ モクシャ語 куло- /kulə-/ < *kola- | *koole- < *kali- | *kåə-            | hal                                 |                        | '死ぬ（to die）'        |
| *koamtē < *komta    | エルジャ語及びモクシャ語 кунда /kunda/ < *komta            | *kanci < *kanti  | -                | -                                   | マリ語 комдыш /komdəʃ/ | '蓋（lid）'             |

しかし、このような語においてこの変化は（後にはサーミ祖語の *uo につらなる）*ë > *a の推移によって覆い隠されている。
| サーミ祖語      | モルドヴィン祖語                               | フィン祖語       | サモイェード祖語 | ハンガリー語 | 他の写映形 | 意味                                  |
| --------------- | ---------------------------------------------- | ---------------- | ---------------- | ------------ | ---------- | ------------------------------------- |
| *ńuolë < *ńalə  | エルジャ語、モクシャ語 нал /nal/               | *nooli < *nali   | *ńël             | nyíl         |            | '矢（arrow）'                         |
| *suonë < *sanə  | エルジャ語、モクシャ語 сан /san/               | *sooni < *sani   | *cën             | ín           |            | '腱（vein, sinew）'                   |
| *θuomë < *δamə  | エルジャ語 лём /lʲom/ モクシャ語 лайме /lajmɛ/ | *toomi < *tami   | *jëm             | -            |            | 'エゾノウワミズザクラ（bird cherry）' |
| *vuoptë < *aptə | -                                              | *(h)apci < *apti | *ëptə            | -            |            | '髪の毛（hair）'                      |

第二の集団では、*ä-ä > *a-e の変化がこのようなフィン語の単語で置き換わったと考えられる。
| フィン祖語     | サーミ祖語 | サモイェード祖語 | ハンガリー語 | 他の写映形               | 意味                                    |
| -------------- | ---------- | ---------------- | ------------ | ------------------------ | --------------------------------------- |
| *loomi < *lami | -          | -                | -            | エルジャ語 леме /lʲeme/  | 'かさぶた（scab）'                      |
| *pooli < *pali | *pealē     | *pälä            | fél          | エルジャ語 пеле /pelʲe/  | '半分（half）'                          |
| *sappi         | *sāppē     | -                | epe          | エルジャ語 сэпе /sepe/   | '胆汁（gall）'                          |
| *talvi         | *tālvē     | -                | tél          | エルジャ語 теле /tʲelʲe/ | '冬（winter）'                          |
| *vaski         | *veaškē    | *wäsa            | vas          | マリ語 -вож /βoʒ/ 'ore'  | '銅・青銅～鉄（copper, bronze' ~ 'iron' |

### 子音
子音体系においては、舌突音よりも、現代の多くのウラル諸語に見られる口蓋化舌端音もしくは口蓋化音が素性である。無声無気の一系列の閉鎖音のみが存在した。
|                    | 両唇音 | 歯音  | 口蓋化音       | 後部歯茎音 | 軟口蓋音 | 不明 |
| ------------------ | ------ | ----- | -------------- | ---------- | -------- | ---- |
| 破裂音および破擦音 | p /p/  | t /t/ | (ć /t͡sʲ ~ t͡ɕ/) | č /t̠͡ʃ/     | k /k/    |      |
| 鼻音               | m /m/  | n /n/ | ń /nʲ ~ ɲ/     |            | ŋ /ŋ/    |      |
| 歯擦音             |        | s /s/ | ś /sʲ ~ ɕ/     | (š /ʃ/)    |          |      |
| 摩擦音             |        | δ /ð/ | δ´ /ðʲ/        |            |          |      |
| 側面音             |        | l /l/ | (ľ /lʲ ~ ʎ/)   |            |          |      |
| 震え音             |        | r /r/ |                |            |          |      |
| 半母音             | w /w/  |       | j /j/          |            |          |      |
| 不明               |        |       |                |            |          | /x/? |

通常は後ろ側の子音（[x], [ɣ], [g], [h] などが他に提案される）だと考えられる *x で表される分節音の音声学的特徴はよくわからない。ヤンフネン (1981, 2007) は明確な立場をとっておらず、有声なのか無声なのかにさえ未確定である。この分節音はある程度インド・ヨーロッパ語の喉音に似ており、借用語において対応している。これは、ある特定の学者によって、（トルコ語ğに似た）対立的な長い母音が後で発達した語幹で音節の最終位置に再構され、フィン語で最もよく保存され、サモイェード語は*åəなどの母音連続を備えている。しかしこれらの2つの語幹類の相関関係は完全ではなく、フィンランド語の母音の長さとサモイェード語の母音連続の両方を説明する別の可能性が存在する。*x は語中においても再構されており、この環境ではフィン語の長母音を生み出すが、はっきりした子音的写映形が他の場所にもみられる。（サーミ祖語 *k、モルドヴィン祖語 *j、ウゴル祖語 *ɣ）もし子音であれば、これはおそらく前ウラル語の段階での *k の子音弱化に由来している。*k は非広母音におわる単語のみに見られるが、似た環境で存在しないか、低頻度である。
*δ´ の音声的同定も疑いの的である。これは伝統的に口蓋化音として有声歯摩擦音 *δ の対応物として分析され、[ðʲ] である。しかしながら、言語類型論的に稀な音価であり、これはウラル諸語の何れにも直接的な証拠が見られず、純粋な有声硬口蓋摩擦音の [ʝ] とする案が別にある。もう一つの案はチェコ語 ř の様な口蓋化した流音である。他のすべての研究者は、この子音とその対応する平音との間の音価の両方を調整することを提案する。ウゴル語学者のLászló Hontiは側面摩擦音を伴った再構を発展させ、[ɬ], [ɬʲ] を *δ, *δ´に再構した一方、Frederik Kortlandtは口蓋化した [rʲ] と [lʲ] が共鳴音の様に振る舞っていると主張している。

#### 疑わしい分節音
上表において括弧内の音素（*ć, *š, *ĺ）は限られた証拠しかなく、全ての研究者が再構しているわけではない。サンマッラハティ (1988) は *ć の例がペルム諸語の三つ全てで見られる一方でハンガリー語とオビ・ウゴル諸語には、*ć と *ś のあるなしの語派との一切の相関を見せない「非常に少ない十分な語源説（”very few satisfactory etymologies”）」しかないと指摘している。他の言語では、これらの子音の間の一貫した区別は見いだされない。しかしながら、同論文によると後部歯茎歯擦音の *š の証拠は「乏しいがおそらく決定的である（”scare but probably conclusive”）」。これは *s と、より西部の（フィン・ペルム）諸語でのみ区別して取り扱われているが、インド・ヨーロッパ諸語と同程度に古い確かな借用語には後部歯茎音に遡りうる（*piši あるいは *peši-「料理する（to cook）」を含む）写映形がある。*ĺ の可能性はサンマッラハティ によって少しも考察されていない。対照的に、サモイェード語の証拠がウラル祖語に関する決定に必要であると考えているヤンフネンは *š が再構できるのかを疑っており、これが二次的な、後ウラル祖語の改新（英: post-Proto-Uralic innovation）であると考えることを好んでいる（p. 210）。ただ、一系列の口蓋化阻害音のみが再構に必要であると考えているため、ヤンフネンは *ĺ を除外する点においてサンマッラハティに同意しており、後の記述で彼は口蓋化破裂音 [c] の音価を提案している（p. 211）。

### 音素配列論
語頭・語末に子音連続は許されず、最大でひとつの子音が語境界に接する位置に出現しただけであった。すくなくとも *δ は *δäpδä 「脾臓（spleen）」という偶然の例外を持つが、単独子音の *δ *r *x *ŋ は語頭に出現することができなかった。*δäpδä 「脾臓」という再構は存在するが、サモイェード語には見つかっておらず、最も厳重なウラル祖語の語根の結論はこれゆえに除外する。インド・イラン語からの借用語である *repä 「キツネ（fox）」にも似た例が見られる。
語根の中では二つの子音からなる子音連結の出現のみが許された。*j と *w は母音とほかの子音との中間的な場所に位置するが、フィン語の veitsi の例のような、二つの子音の後続する「二重母音」的な連続は存在しない。有声性は音素的な素性ではない一方、二重（つまり長）破裂音はおそらく存在した（*ïppi 「継父（father-in-law）」、*witti 「五（five）」、*lükka- 「押す（to push）」）。フィン語は注目すべき例外（例：フィン語 appi, lykkää）であるが、単子音と長子音の対立は殆どの子孫言語で有声音と無声音の区別に変化している。
接尾辞の添加によって、許されない子音連続が出現するときには、非狭母音が挿入母音として挿入された。この過程はフィン諸語において、多くの場合において非強勢の *e を語中音消失させる対立する過程のせいで覆い隠されている。

### 韻律
イェニセイ語族と幾つかのシベリアの諸言語などと対照的にウラル祖語に声調は無い。この二つの言語はインド・ヨーロッパ祖語のような対立的な強勢が見られないが、ウラル祖語では第一音節に不変的に強勢が置かれた。

### 音韻過程
ウラル祖語にはすでに子音階梯交替が発生していたかもしれず、もしそうだとすれば、これは恐らく [p] ~ [b]、[t] ~ [d]、 [k] ~ [g] という異音的な有声化が齎す（もたらす）音声的な交替であったと考えられる。

## 故地
ウラル祖語の故地は定かではないが、ウラル山脈付近または西シベリアあたりと考えられてきた。
しかし近年の遺伝子調査でウラル語族に関連するY染色体ハプログループN1（N1*を高頻度に含む）が遼河文明時代の人骨から60%以上の高頻度で観察されたことから、新たな可能性として遼河地域が浮上している。Y染色体ハプログループN1はユカギール人など北東シベリア極北部でも高頻度であり、ユカギール語族と合わせたウラル・ユカギール語族の原郷地として遼河地域が想定できる可能性がある。フィン・ウゴル諸語と関連する櫛目文土器も遼河文明から最も古くに発見されている。
この考えは、創世神話の一類型であり、ウラル諸族や北アジア諸民族に広くみられるアースダイバー説話(en:Earth-diver)に関する研究（例えばウラジーミル・ナポリスキフ(en:Vladimir Napolskikh)による）とも合致する。